# BR-Klasse 37
Die BR-Klasse 37, ursprünglich English Electric Type 3, abgekürzt EE Type 3, ist eine Klasse dieselelektrischer Lokomotiven der British Rail (BR), die als Universallokomotiven für den Einsatz vor Personen- und Güterzügen beschafft wurden. Zwischen 1960 und 1965 wurden insgesamt 309 Lokomotiven von English Electric in der Vulcan Foundry und bei Robert Stephenson and Hawthorns (RHS) gebaut. Im Rahmen der TOPS-Umnummerierung wurden die Lokomotiven ab 1972 zur Klasse 37 umgezeichnet. Von den äußerst robusten und zuverlässigen Lokomotiven, die mittlerweile über 60 Jahre alt sind, waren Anfang 2025 immer noch täglich etwa zehn Lokomotiven im Einsatz. Die Klasse 37 ist die kleinere Variante der Klasse 40, der sie optisch ähnelt. Die Lokomotiven erhielten den Spitznamen Tractors, da ihre auffälligen Motorengeräusche an einen Traktor erinnern.

## Geschichte

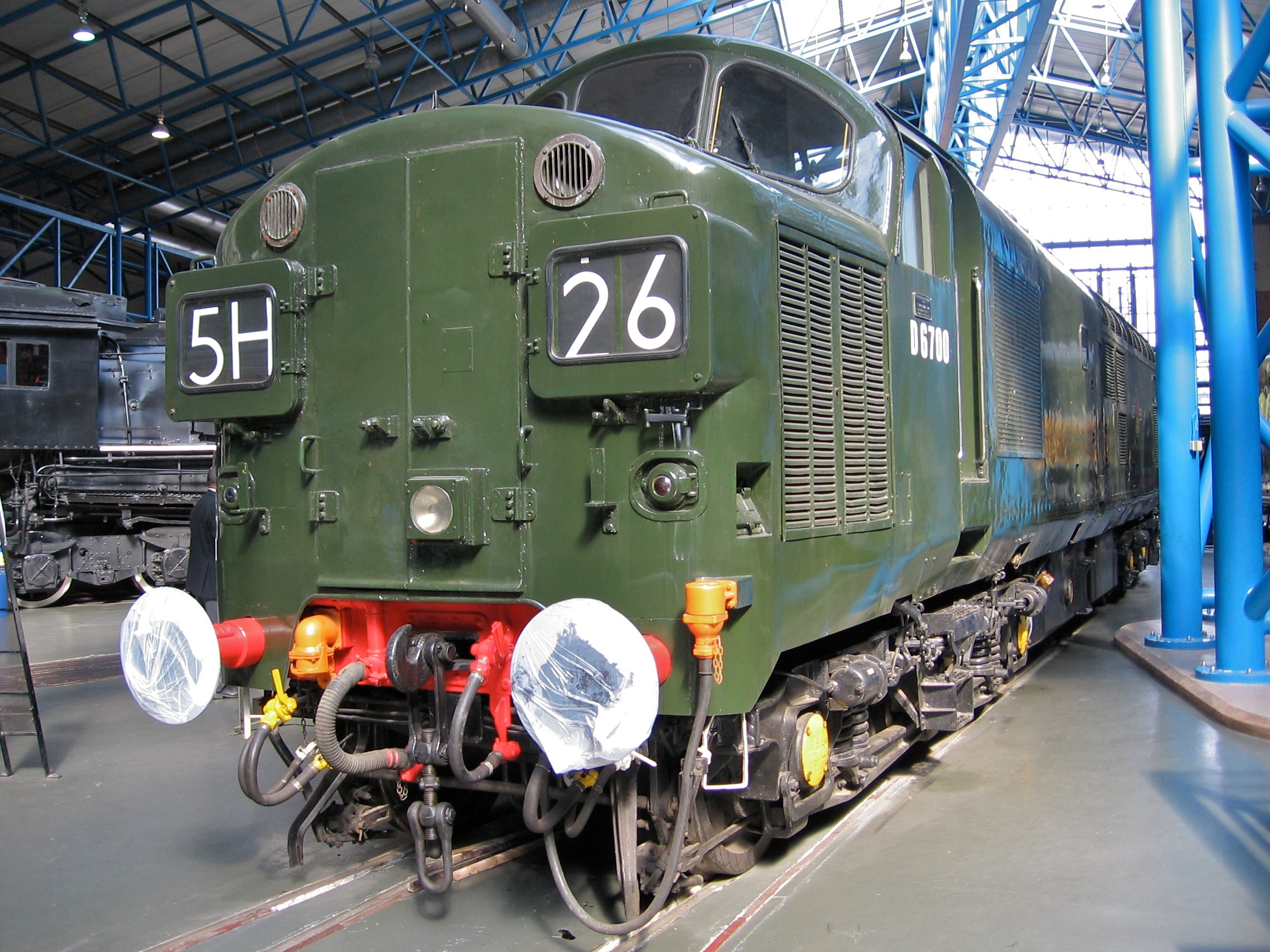
D6700 mit Fronttür im National Railway Museum, York

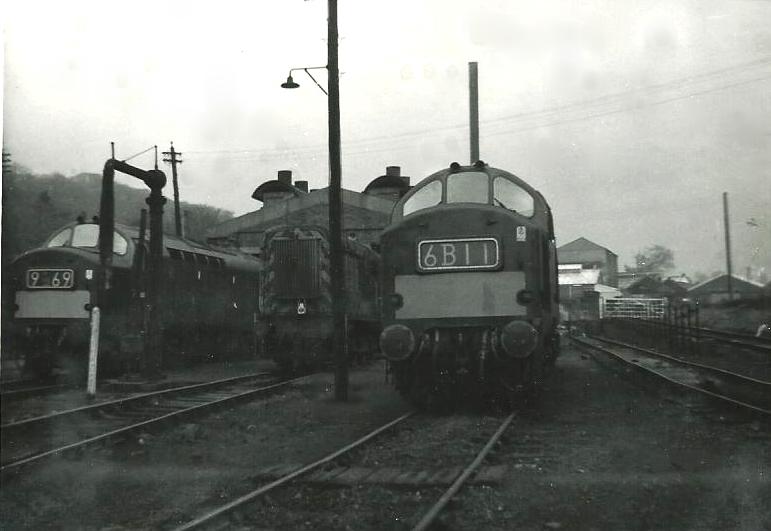
Zwei English Electric Type 3 mit einteiliger Headcode-Box in Wales (1964)

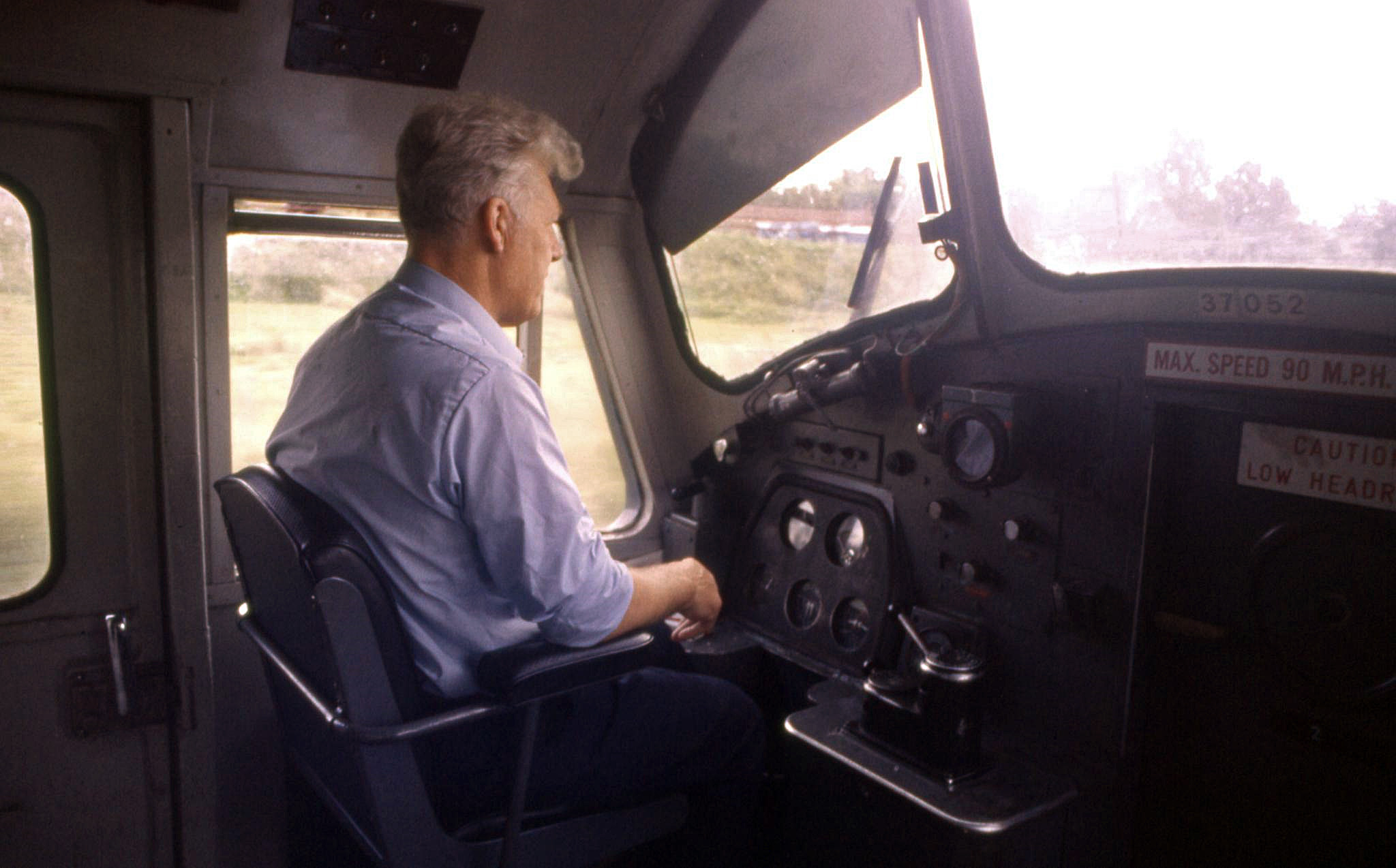
Führerstand einer Class 37

### Entwicklung und Bau
Im Rahmen des 1954 vorgestellten Modernisierungsplan von British Railways, der eine umfassende Traktionsumstellung von Dampf- auf Dieselbetrieb vorsah, entstand ein Bedarf von Diesellokomotiven in der Leistungsklasse 1500 hp (1100 kW) bis 2000 hp (1490 kW), die von British Railways als Type 3 bezeichnet wurde. Nachdem English Electric bereits zuverlässige Lokomotiven in der Leistungsklasse Type 1 und 4, nämlich die Klassen 20 und 40, geliefert hatte, erhielt das Unternehmen 1959 den Auftrag zur Lieferung von 42 Lokomotiven, die als English Electric Type 3, kurz EE Type 3, bezeichnet wurden. Der Entwurf basierte auf den Lokomotiven der Klasse 90 von den East African Railways.
Der Bau der EE Type 3 begann in der Vulcan Foundry in Newton-le-Willows, Lancashire. Dieses Unternehmen hatte seit 1946 in Zusammenarbeit mit English Electric an Diesel- und Elektrolokomotiven gearbeitet und wurde 1955 in English Electric integriert.
Weil British Railways die Dampftraktion so schnell wie möglich abschaffen wollte, wurden mehrere Nachbestellungen aufgegeben, sodass insgesamt 309 Lokomotiven gebaut wurden. Mit dem Großauftrag war die Vulcan Foundry vollständig ausgelastet, weshalb ein Großteil der Arbeiten an Robert Stephenson & Hawthorne in Darlington vergeben wurde. Die erste ausgelieferte Lokomotive war die D6700, die am 2. Dezember 1960 in das Depot Stratford in London kam, die letzte Lokomotive der Baureihe, die D6608, wurde im November 1965 ausgeliefert.

### Betrieb
Die ersten 120 Lokomotiven wurden in East Anglia und Nordostengland eingesetzt, die restlichen Lokomotiven wurden in Wales und Südwestengland eingesetzt. Die EE Type 3 hatten eine zulässige Höchstgeschwindigkeit von 145 km/h (90 mph).
In einem kurzlebigen Projekt der BR Western Region wurden ab April 1966 beschleunigte Schnellzüge zwischen London und Bristol angeboten, die abschnittsweise mit Geschwindigkeiten von bis zu 160 km/h (100 mph) verkehrten. Für diese Dienste wurden 18 Lokomotiven umgebaut, die in Doppeltraktion zum Einsatz kamen. Aufgrund der hohen Abnutzung, die durch das konstante Fahren mit hoher Geschwindigkeit entstand, wurde der Dienst jedoch bald wieder eingestellt. Bereits Ende desselben Jahres verkehrten die Züge wieder mit 145 km/h und wurden von einer einzelnen Lokomotive des Brush Types 4 gezogen.
Die Lokomotiven erreichten nicht die angestrebte hohe Verfügbarkeit von 93 %, die bei den Lokomotiven der East African Railways erreicht wurde, sondern blieben mit lediglich 85 % hinter den Erwartungen zurück. Ende 1965 stellte die D6983 einen bedauerlichen Rekord auf: Sie war die jüngste Lokomotive, die ausgemustert wurde. Nach ihrer Inbetriebnahme im Mai 1965 erlitt sie bei einer Frontalkollision im Dezember desselben Jahres so schwere Schäden, dass sie bereits im Juni 1966 verschrottet wurde.
Die EE Type 3 wurden auf dem gesamten Netzwerk von British Rail eingesetzt. Sie beförderten schwere Kohlen-, Öl- und Kaolinzüge, ebenso wie Züge für den kombinierten Verkehr und den Stückgutverkehr. Darüber hinaus kamen sie im Reisezugdienst für hochwertige Schnellzüge auf der Great Eastern Main Line (GEML) zum Einsatz, die über das Ende der elektrifizierten Strecke in Colchester hinaus nach Ipswich und Norwich verkehrten. Auch für zweitrangige Personenzüge waren sie im ganzen Netz eingesetzt.
Zu Beginn der 1970er Jahre war es das Ziel, die Vielzahl der während der Modernisierungsphase von British Railways beschafften Baureihen von Diesellokomotiven zu reduzieren. Aus diesem Grund wurde die English Electric Type 3 zur bevorzugten Baureihe der Type 3-Diesellokomotiven erklärt, weil sie vielseitig für alle Dienste in Einfach-, Doppel- oder Dreifachtraktion eingesetzt werden konnten. Besonders häufig kam die Dreifachtraktion vor Kohlenzügen zum Einsatz, die von dem Mossend Yard in Glasgow aus verkehrten.

### Modernisierung in den 1980er Jahren
In den 1980er Jahren bildeten die Lokomotiven der Klasse 37 das Rückgrat für diesellokbespannte Züge. Durch Umbauprogramme der British Rail Engineering Limited (BREL), der für den Bau und die Wartung des Rollmaterials zuständigen Tochtergesellschaft der BR, wurden die Lokomotiven an die sich ändernden Bedürfnisse angepasst. Die meisten Umbauten wurden in den BREL-Werkstätten in Crewe durchgeführt.
So entstanden unter anderem die Lokomotiven der Unterklasse 37/4, die mit einer Zugsammelschiene ausgestattet waren. Diese Lokomotiven konnten ganzjährigen vor Reisezügen in Schottland eingesetzt werden. Sie kamen auf der Far North Line, der West Highland Line, der Welsh Marches Line sowie in verschiedenen Diensten rund um Bristol und in Südwales zum Einsatz.
Weitere Varianten umfassten die Unterklasse 37/3, die nicht modernisiert wurde, jedoch teilweise von verschiedenen Depots mit gegossenen Drehgestellen des Typs CP-7 ausgestattet wurden. Die Unterklasse 37/5 hingegen erhielt eine neue Verkabelung und wurde anstelle des English Electric Generators mit einem neuen Wechselstromgenerator von Brush ausgestattet.
Mitte der 1990er Jahre wurden zwölf Lokomotiven der Unterbaureihe 37/5 in den BREL-Werkstätten in Doncaster weiter modernisiert, indem sie mit der Zugsammelschiene und RCH-Verbindungskabeln ausgestattet wurden. Das 3-poligen RCH-Kabel dient der Fernsteuerung der Beleuchtung in Reisezugwagen und wird auch für Lautsprecherdurchsagen verwendet. Die Lokomotiven waren für den Einsatz vor den Nightstar-Zügen vorgesehen. Die Züge von Eurostar sollten Nachtverbindungen von Großbritannien durch den Eurotunnel auf das europäische Festland anbieten, nahmen jedoch niemals den Betrieb aufnahm.
Eine weitere Flotte von 44 Lokomotiven für den Güterzugdienst wurde in der Unterbaureihe 37/7 zusammengefasst. Sie waren mit der Unterbaureihe 37/5 identisch, verfügten jedoch zusätzlich über etwa 10 t Ballastgewicht, um die Zugkraft zu erhöhen. Sie wurden insbesondere vor schweren Güterzügen, wie beispielsweise den Stahlzügen in Südwales, eingesetzt. Aus dieser Serie erhielten sieben Lokomotiven anstelle des Brush-Generators einen Generator von GEC.
1986 und 1987 wurden bei sechs Lokomotiven nicht nur der Brush-Generator eingebaut, sondern es wurden auch neue Dieselmotoren eingebaut. Vier der Lokomotiven erhielten einen Mirrlees MB275Tt-Motor, zwei einen Ruston RK270Tt-Motor. Beide Motoren sind Mittelschnellläufer mit sechs in Reihe angeordnete Zylindern, wobei der Mirrlees-Motor deutlich schwerer als der originale English Electric Motor ist. Die in die neue Unterklasse 37/9 eingeteilten Lokomotiven dienten als Versuchsträger für das Projekt einer neuen Diesellokomotive der Klasse 38. Sie sollte in verschiedenen Anwendungen gegen die aus Nordamerika stammenden EMD-Lokomotiven der Klasse 59 antreten, das Projekt wurde aber aufgrund geänderten Prioritäten des BR-Managements fallen gelassen und nur die BR-Klasse 60 für den schweren Güterverkehr wurde gebaut.

### Nach der Privatisierung

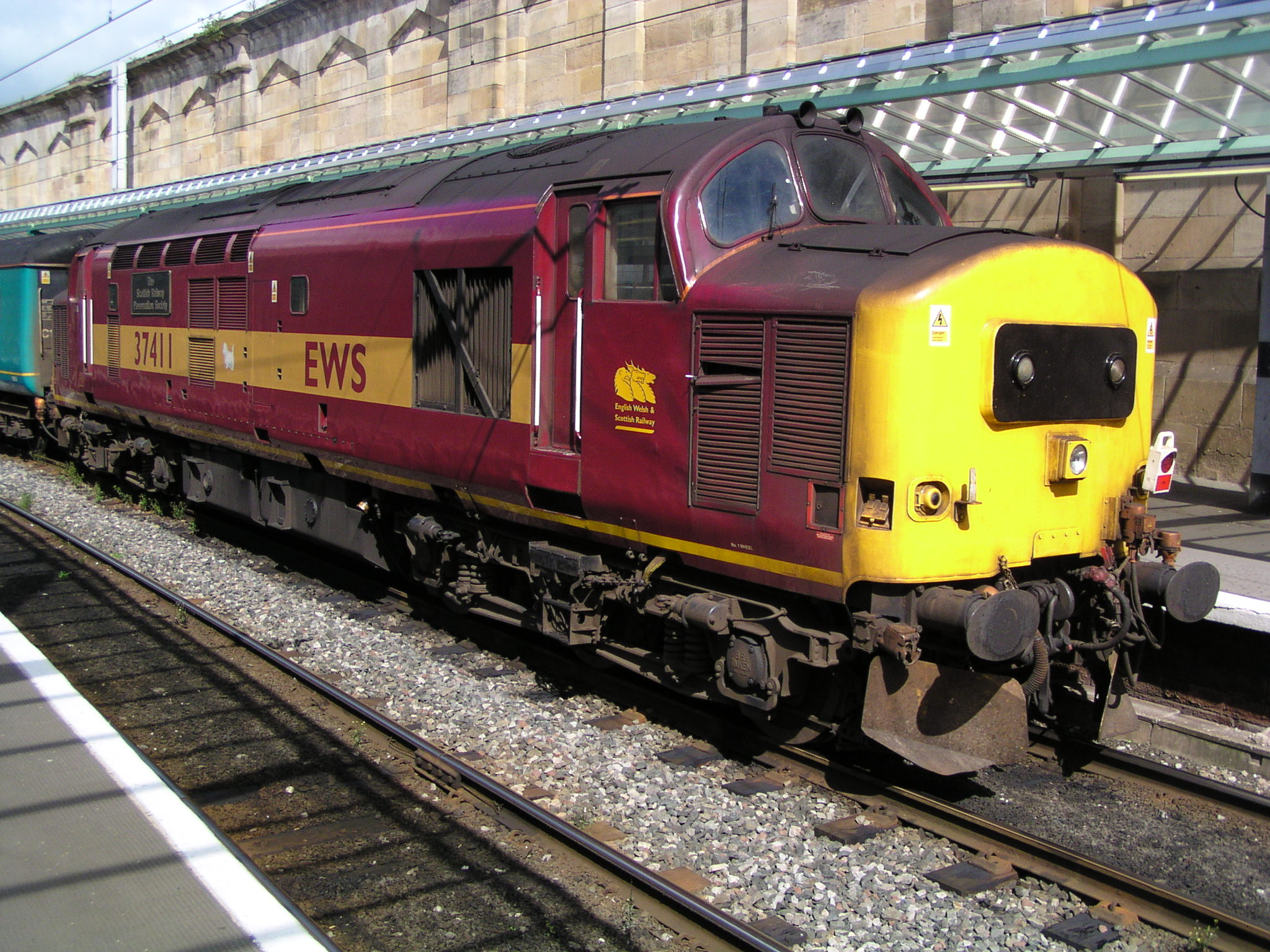
37 411 in Lackierung der English, Welsh & Scottish Railway (EWS)

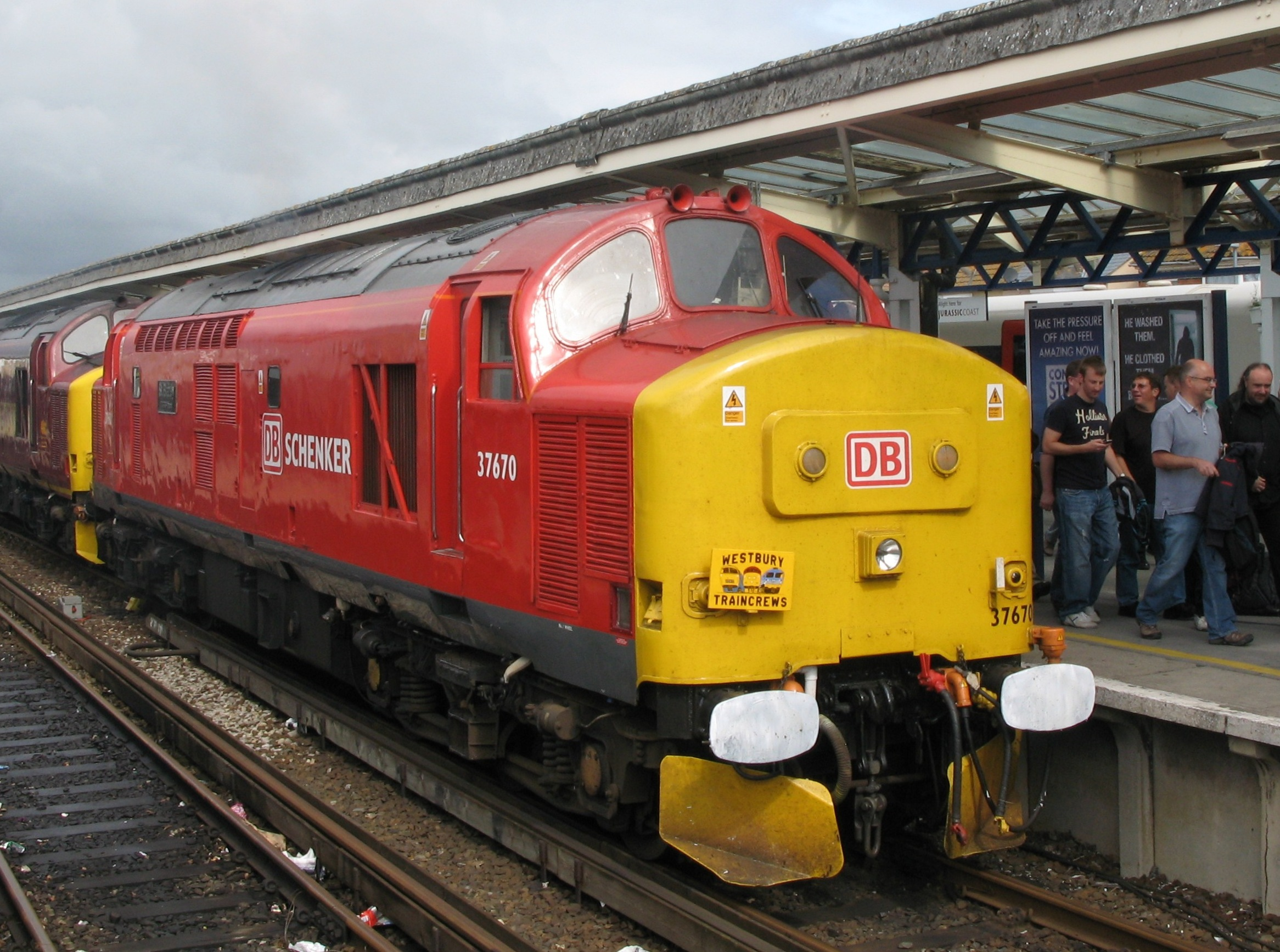
37 670 in DB Schenker-Lackierung

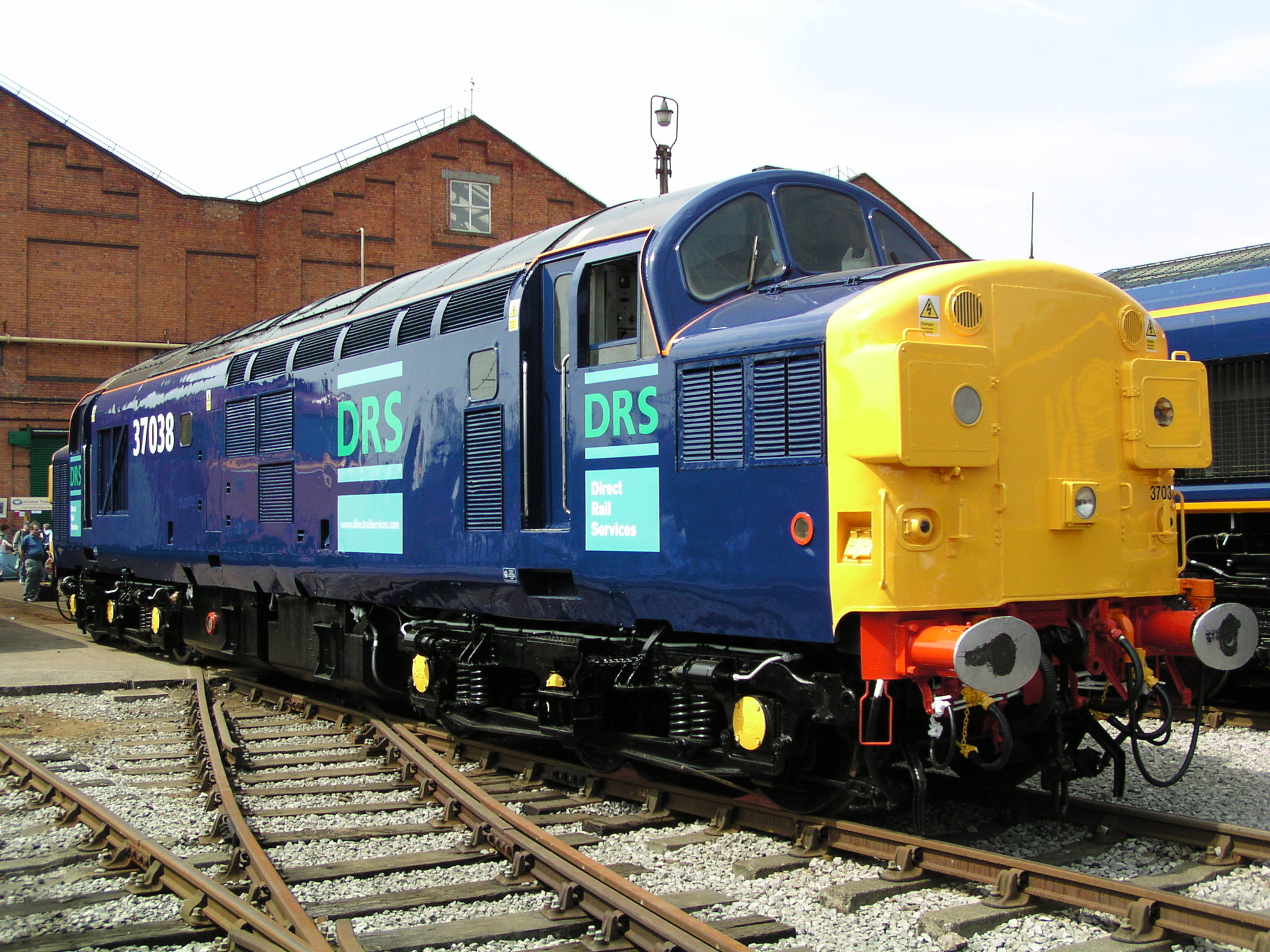
37 038, eine Lokomotive der ersten Serie mit geteilter Headcode-Box, in der Lackierung der Direct Rail Services

#### Güterverkehr
Zwischen 1994 und 1997 wurde die Staatsbahn schrittweise privatisiert. Ein Ziel der neuen privaten Bahngesellschaften war es, die Diesellokomotiven, die aus der Zeit der Umsetzung des BR-Modernisierungsplans von 1954 stammten, durch leistungsstärkere und flexibler einsetzbare Lokomotiven zu ersetzen. Im Güterverkehr setzten die Gesellschaften auf EMD-Lokomotiven der Class 66, die sowohl für den leichten als auch für den schweren Güterverkehr wirtschaftlich einsetzbar sind.
Die English, Welsh & Scottish Railway (EWS), die wichtigste Güterbahngesellschaft, die im Zuge der Privatisierung entstand, begann, ihre Lokomotiven der Klasse 37 zu verkaufen oder auszumustern. Dadurch nahm der fast 35 Jahre nahezu unveränderte Bestand an Lokomotiven der Klasse 37 gegen Ende der 1990er Jahre ab. Die letzten Lokomotiven wurden 2010 von dem Unternehmen ausgemustert, das seit 2007 DB Cargo UK heißt.

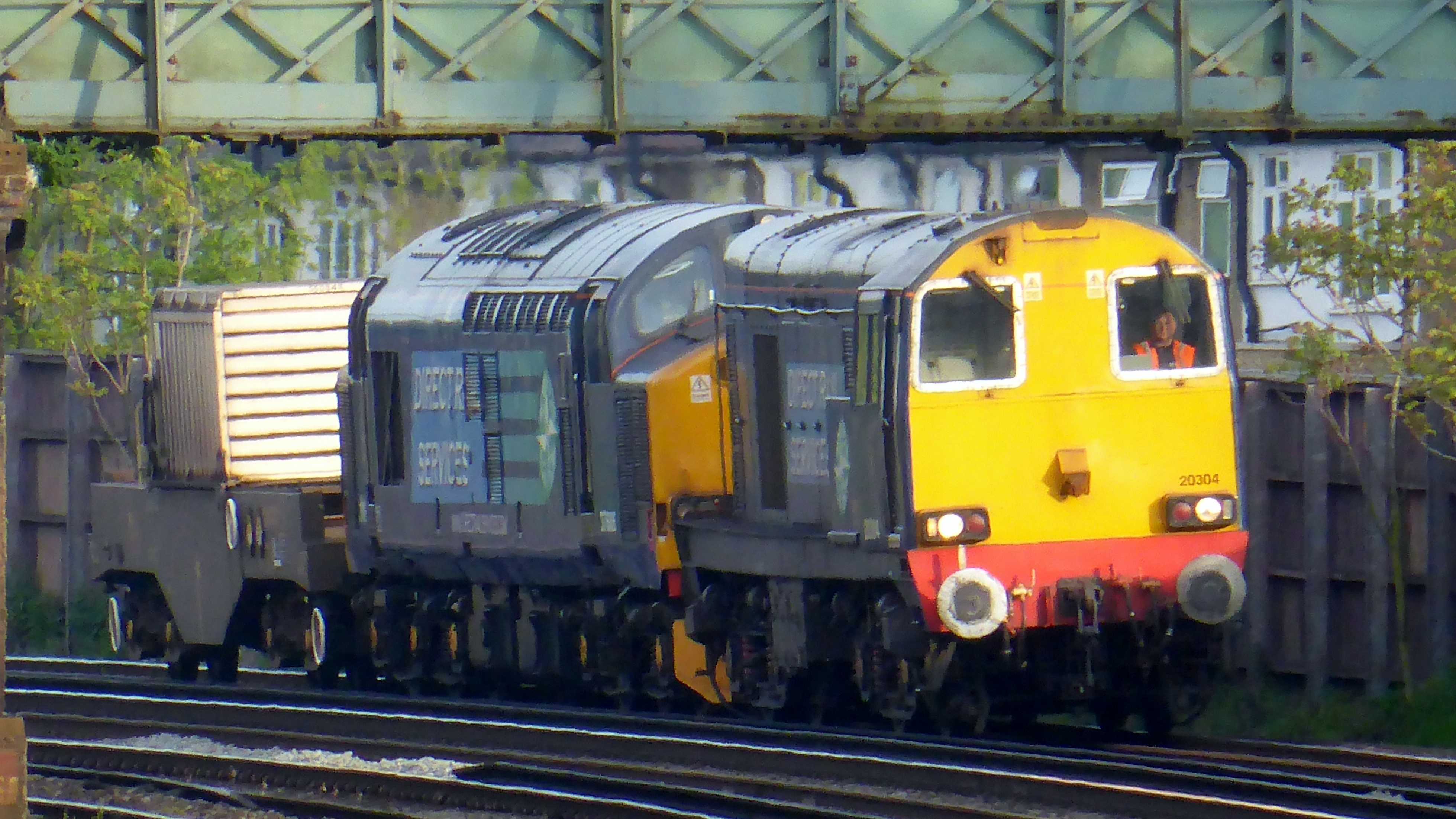
37 606 zusammen mit 20 304 vor einem Zug mit radioaktiven Abfällen

Im April 2011 gingen die noch in Betrieb befindlichen Lokomotiven der Unterklasse 37/4 von DB Schenker Rail UK an Direct Rail Services (DRS) über. Dort wurden sie häufig zusammen mit Lokomotiven der Klasse 20 vor Zügen mit Transportbehältern für radioaktiven Abfall auf FNA-Wagen eingesetzt. 2024 beschloss DRS sich von den letzten sechs Lokomotiven in ihrem Bestand zu trennen. Sie wurden von den UKLight-Lokomotiven der BR-Klasse 68 abgelöst.
Ende der 1990er Jahre wurden bis zu 40 Lokomotiven beim Bau von Schnellfahrstrecken in Frankreich und Spanien eingesetzt. In Frankreich waren sie beim Bau der LGV-Umfahrung von Lyon und der LGV Méditerranée im Einsatz. Die Lokomotiven waren normalerweise in Doppeltraktion vor Schotterzügen eingesetzt, in steilen Abschnitten der Schnellfahrstrecke kamen jedoch teilweise auch bis zu sechs Maschinen in einem Zug zum Einsatz. Nach Ablauf des Mietvertrags im Oktober 2000 kehrten die meisten Lokomotiven nach England zurück.

#### Personenverkehr
Um die Jahrtausendwende hatten Elektro- und Dieseltriebzüge die Lokomotiven der Klasse 37 in den meisten hochwertigen Diensten bereits abgelöst. Dennoch wurden sie weiterhin in untergeordneten Diensten eingesetzt, beispielsweise in den Südwales-Tälern, auf der Strecke Holyhead–Chester–Birmingham, in den Norfolk Broads, beim Caledonian Sleeper in Schottland sowie in verschiedene kurzfristige Einsätzen. Einer der letzten regulären Einsätze der Klasse 37 fand bei Arriva Trains Northern (ATN) statt. Hier wurden Züge auf der Strecke Settle–Carlisle mit vier BR Mark 2-Wagen im Sandwich von zwei Lokomotiven der EWS eingesetzt.
In den Jahren 2018 und 2019 kehrten die Lokomotiven von DRS in den Reisezugverkehr zurück. Sie wurden an der Küste von Cumbria eingesetzt, um das Angebot zwischen Carlisle und dem Nuklearkomplex in Sellafield zu verbessern. Die Züge verkehrten als Wendezüge mit DBSO-Steuerwagen, die die Signale der Blue-Star-Fernsteuerung der Lokomotive zeitmultiplex über das RCH-Kabel übertrugen. In East Anglia kam es ebenfalls zu einem erneuten Einsatz der Klasse 37 im Personenverkehr, nachdem Triebzüge verunfallt waren.

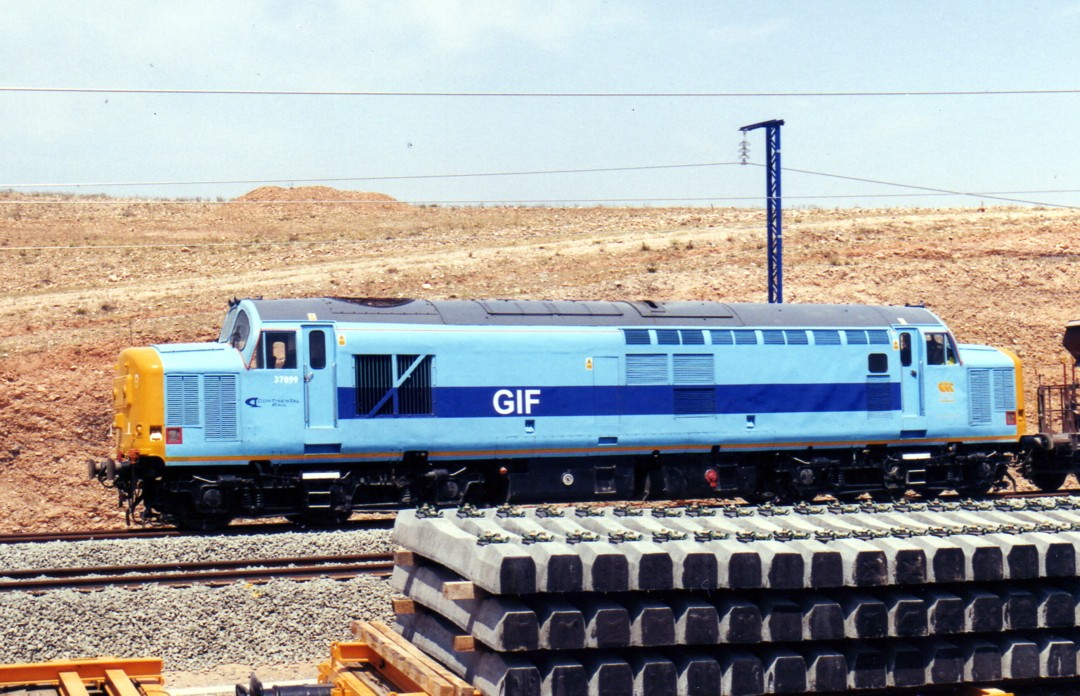
Lokomotive der Klasse 37 beim Einsatz in Spanien für den Infrastrukturbetreibers Gestor de Infraestructuras Ferroviarias (GIF)

Zwischen 2019 und Anfang 2020 mietete Transport for Wales drei Lokomotiven von Colas Rail, um sie im Pendlerverkehr auf der Rhymney Line zu Spitzenzeiten einzusetzen. Dieser Einsatz wurde erforderlich, da die Triebzüge der BR-Klasse 769 verspätet geliefert wurden.

#### Infrastruktur
Die Lokomotiven 37 100, 37 170, 37 178 und 37 217 wurden 2008 von Network Rail mit dem European Rail Traffic Management System (ERTMS) ausgerüstet und erhielten einen gelben Anstrich. Sie sind als Class 97 (97 301 bis 97 304) hauptsächlich in Wales auf der Cambrian Line von Shrewsbury nach Aberystwyth und Pwllheli unterwegs. Sie werden jedoch auch für Versuchszüge und Bauzüge eingesetzt. Die umfangreiche Revision umfasste neben dem Einbau des neuen Signalsystems auch eine Generalüberholung des Motors, eine leichte Modernisierung der Führerstände und eine umfassende Neuverkabelung.

#### Aktueller Bestand und Erhaltung

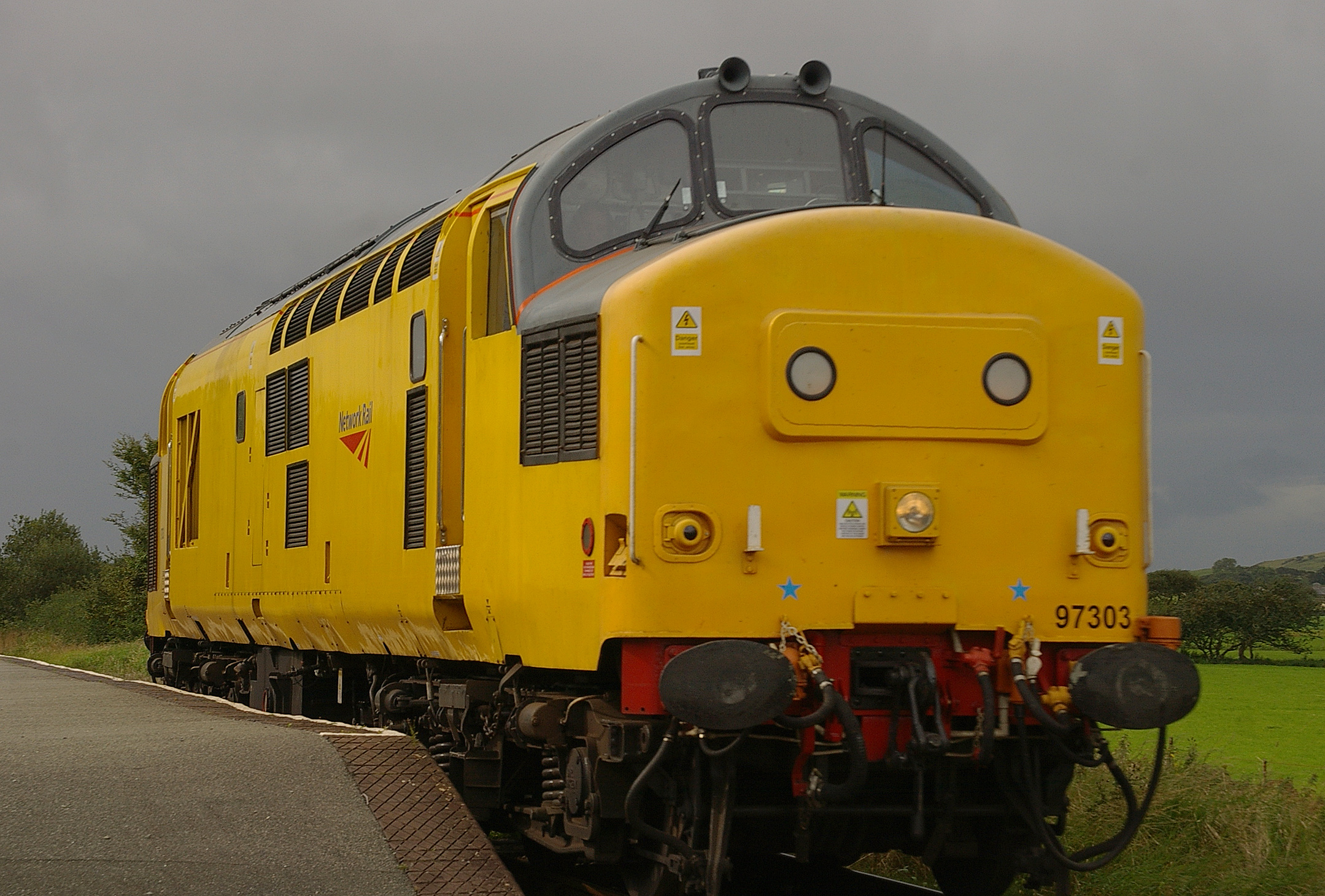
Mit ETCS ausgerüstet Lokomotive von Network Rail, die der Klasse 97 zugeteilt wurde

Im Jahr 2024 waren noch etwa 65 Lokomotiven im Besitz von Güterbahngesellschaften, wobei jedoch nicht mehr alle betriebsfähig sind. Einige Lokomotiven stehen abgestellt als Ersatzteilspender zur Verfügung, um die anderen betriebsfähig zu halten. Im Januar konnten immer noch bis zu 13 Lokomotiven im täglichen Einsatz beobachtet werden.
Die Lokomotiven der Klasse 37 sind aufgrund ihrer kompakten Abmessungen, hervorragenden Leistung und hohen Zuverlässigkeit bei Museumsbahnen in ganz Großbritannien sehr beliebt. Insgesamt befinden sich 34 Lokomotiven im Besitz von Museumsbahnen oder Sammlungen, darunter die erste Lokomotive der Klasse, die als D6700 abgeliefert wurde und im National Railway Museum in York untergebracht ist. Die Lokomotive trug zwischenzeitlich den blauen BR-Anstrich und die Nummer 37 350, erhielt jedoch für die Ausstellung wieder die grüne BR-Farbgebung. Einige Lokomotiven wurden von den Museumsbahnen auch wieder an Eisenbahnverkehrsunternehmen zurückgegeben, um Einnahmen für den Betrieb der Museumsbahn zu generieren.
Die Lokomotive 37 372 wird als Grundlage für den Bau einer Replika einer Lokomotive der Klasse 23, bekannt als Baby Deltic, verwendet, da die Lokomotiven der Klasse 37 ein sehr ähnliches Aussehen aufweisen. Für den Umbau zur Baby Deltic muss der Lokomotivkasten an drei Stellen gekürzt werden und auf Drehgestelle der Klasse 20 gesetzt werden.

## Technik
Der Entwurf der Klasse 37 basiert auf der zuvor an die East African Railways gelieferten EAR-Klasse 90. English Electric hatte bis dahin bereits über hundert dieselelektrische Lokomotiven mit 12-Zylinder-Motor in die britischen Kolonien geliefert. Der Generator und die Fahrmotoren wurden von der EAR-Lokomotive übernommen, es wurde aber anstelle des 1500 kW-Motors ein leistungsschwächerer Motor mit einer Leistung von 1300 kW (1750 hp) eingebaut. Viele Teile waren baugleich zur Klasse 40.
Die Lokomotiven der Klasse 37 sind 18,7 m lang und wiegen etwa 110 t. Sie waren eine der letzten Baureihen, die einen Wagenkasten mit Vorbauten erhielt. Die ersten 119 Lokomotiven hatten noch Übergangstüren in der Stirnwand, die es dem Fahrpersonal ermöglichten, bei Mehrfachtraktion zwischen den Lokomotiven zu wechseln.
Die beiden dreiachsigen Drehgestelle mit Tatzlagerantrieb waren tauschbar zu denjenigen der BR-Klasse 55 Deltic mit dem Unterschied, dass die Drehgestelle der Klasse 37 geschweißte, diejenigen der der Deltics gegossene Rahmen hatten. Beide Varianten hatten die Befestigungspunkte der Aufstiegsleiter beider Lokomotivklassen. Ab den 1980er Jahren wurden bei den Lokomotiven der Klasse 37 auch die als CP7 bezeichneten Drehgestelle mit gegossenem Rahmen verwendet, die von ausrangierten Deltics zur Verfügung standen. In jedem Drehgestell waren drei Fahrmotoren von English Electric eingebaut, die vom Hauptgenerator mit Gleichstrom versorgt wurden. Der Generator von English Electric hatte die Typenbezeichnung EE822-10G, EE822-13G oder EE822-16J und waren direkt mit dem Motorblock verschraubt. Ab den 1980er Jahren wurde teilweise auch ein Wechselstromgenerator von Typ BA 005A von Brush verwendet, acht Lokomotiven erhielten in den 1980er Jahren Generatoren Typ G564AZ von GEC. Der Antrieb des Generators erfolgt durch einen 18 t schweren 4-Takt-Dieselmotor mit 12 Zylindern in V-Anordnung, der mit zwei Abgasturbolader von Napier aufgeladen wurde.
Die Lokomotiven waren teilweise mit Clayton RO 2000-Heizkesseln für die Dampfheizung von Personenzügen ausgerüstet. Die Kessel wurden im Laufe der Jahre ausgebaut oder außer Betrieb genommen. Die nicht mehr benötigten Wassertanks wurden zu Dieseltanks umgebaut, so dass Lokomotiven ohne Heizkessel ein Tankvolumen von 7680 Liter anstelle von 4050 Liter hatten. Die ausgebauten Heizkessel wurden in Lokomotiven der Klasse 47 weiterverwendet.
Im Auslieferungszustand waren die Lokomotiven mit der Vakuumbremse als Zugsbremse ausgestattet, wobei die Evakuierung der Hauptleitung mittels zweier Vakuumpumpen erfolgte. Ein Kompressor auf der Lokomotive versorgte die Lokbremse, die Sandstreueinrichtung und andere Hilfseinrichtung mit Druckluft. Zwischen 1968 und 1976 wurden etwa zwei Drittel der Lokomotiven mit Druckluftbremsen ausgestattet. Bis zum Abschluss des Umrüstungsprogramms auf Dualbremse musste die British Rail darauf achten, welche Lokomotiven in druckluftgebremsten Zügen eingesetzt werden konnten. Die Klasse 37 ist mit der Blue-Star-Vielfachsteuerung ausgerüstet, wodurch in Mehrfachtraktion zusammen mit Lokomotiven anderer Klassen betrieben werden kann.

### Ausführung der Fahrzeugenden
Die Lokomotiven hatten an beiden Enden die für English Electric typischen, halbhohen Vorbauten vor dem Führerstand, über die der Lokführer noch hinweg sehen konnte. Die Vorbauten sind nicht als abgesetzte Kasten ausgeführt, sondern integrieren sich in die Form des Lokomotivkastens. Sie werden oft als Nasen bezeichnet. Der  endgültige Grund für die Vorbauten ist nicht bekannt. Es gibt Vermutungen, dass die Nasen als Knautschzone bei einem Aufprallschutz dienen sollten oder verhindern sollten, dass die Triebfahrzeugführer während der Fahrt durch die Schwellen hypnotisiert werden. Ein anderes Argument besagt, dass English Electric sich von dem ikonenhaften Design der amerikanischer Diesellokomotiven, wie der EMD F7 und der Alco PA inspirieren ließ.

In Großbritannien wurde bis 1976 ein Headcode an der Zugspitze signalisiert, der das Stellwerkpersonal über die Gattung des Zuges oder dessen Laufweg informierte. Die in der Dampflokzeit verwendeten Signalscheiben fanden sich noch bei der Klasse 20, während sie bei der Klasse 37 weggelassen wurden. Stattdessen erhielten die Lokomotiven zwei seitlich der Übergangstür in der Stirnwand angeordneten Kästen mit Rollbandanzeigen, wobei jede dieser Headcode-Boxes zwei Zeichen des vierstelligen alphanumerischen Headcodes anzeigte. Ab der 120. Lokomotive hatten die Maschinen keine Stirnwandtür mehr und wurden mit einer einzigen, mittig angeordnete Headcode-Box ausgestattet, die alle vier Zeichen des Headcodes darstellte. Weiter wurden die Signalhörner vom Vorbau auf das Dach versetzt. 

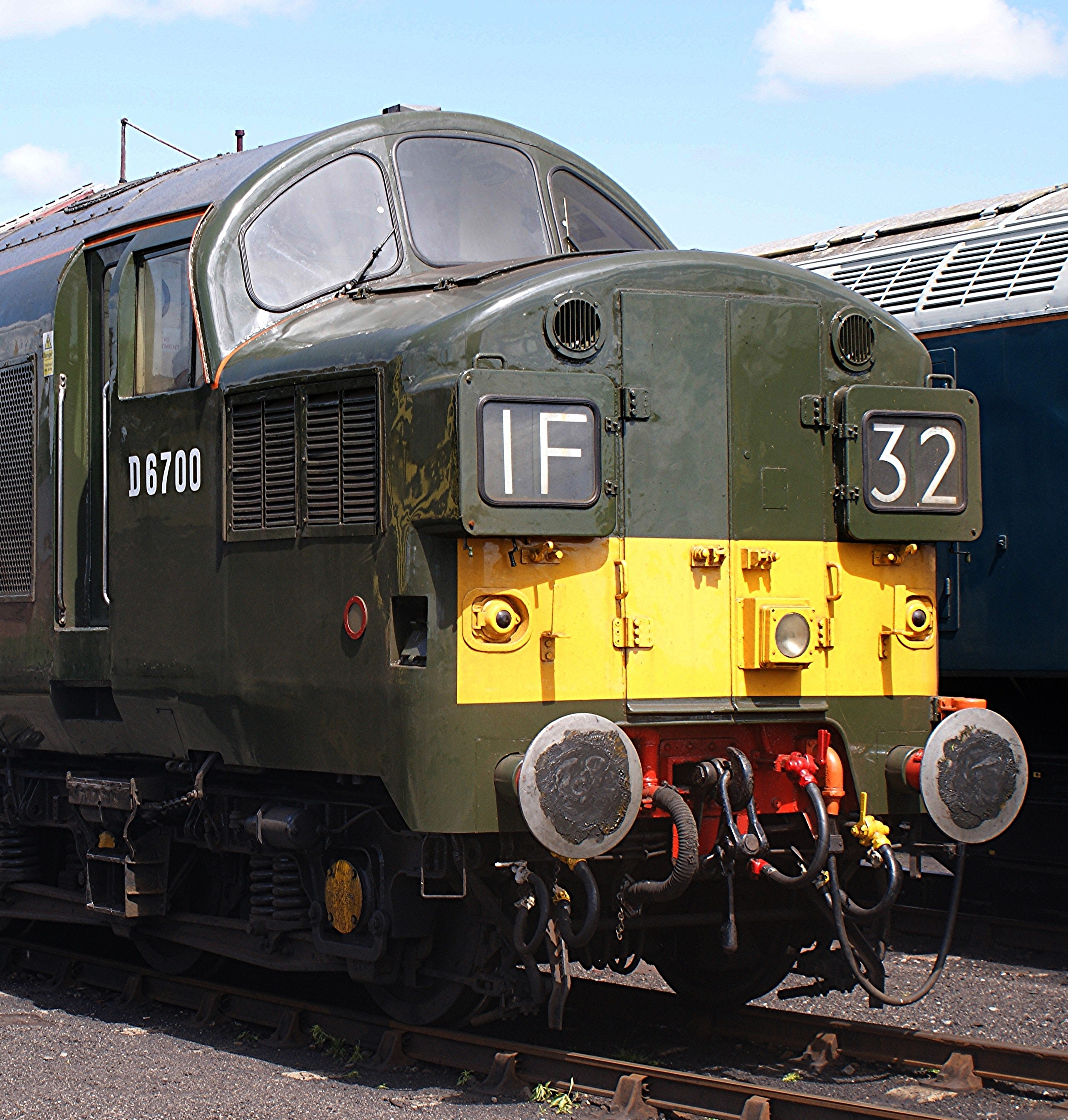
Ausführung mit geteilter Rollbandanzeige, Fronttür und Signalhörner im Vorbau
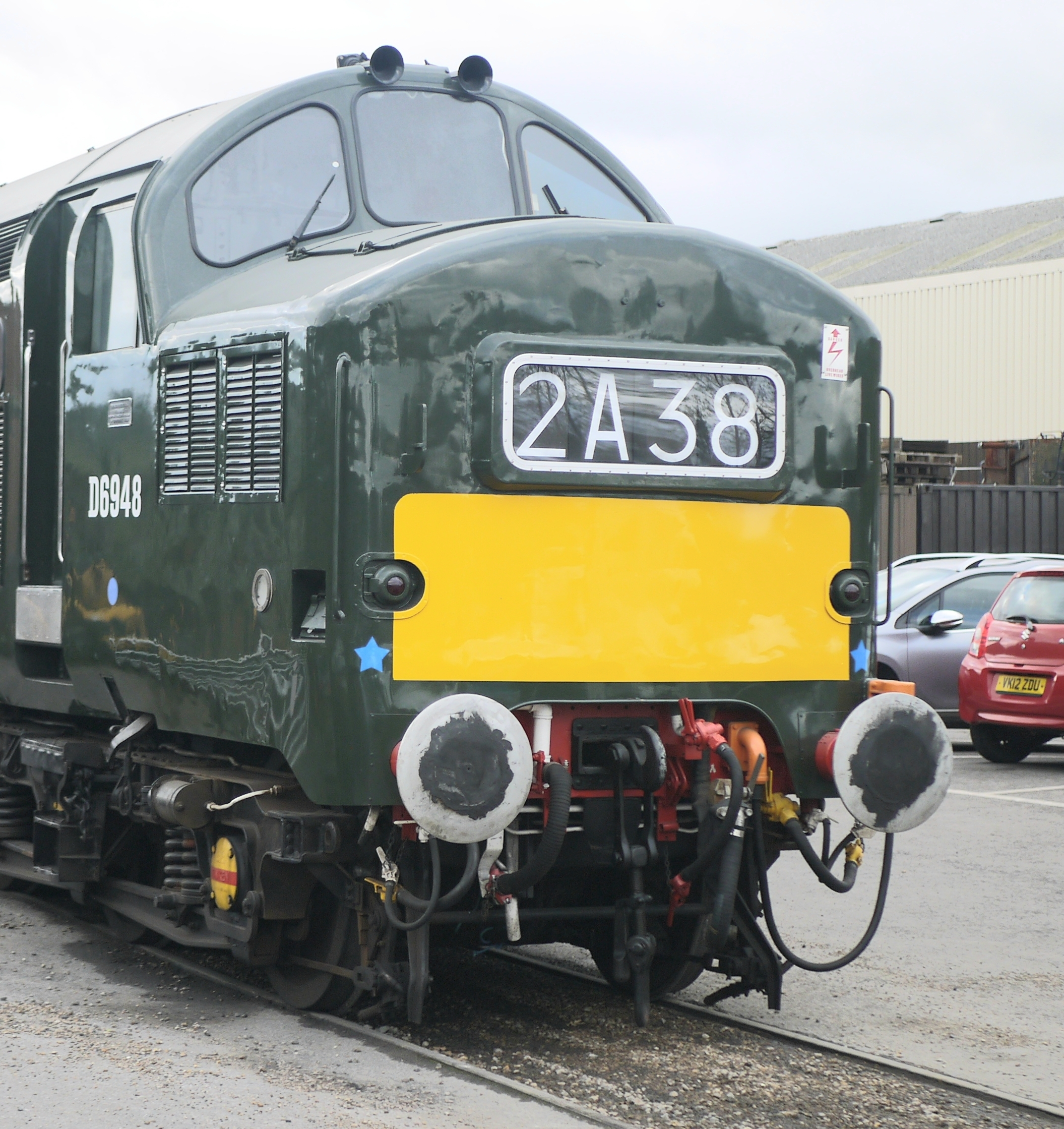
Ausführung mit vierstelliger Rollbandanzeige ohne Fronttür
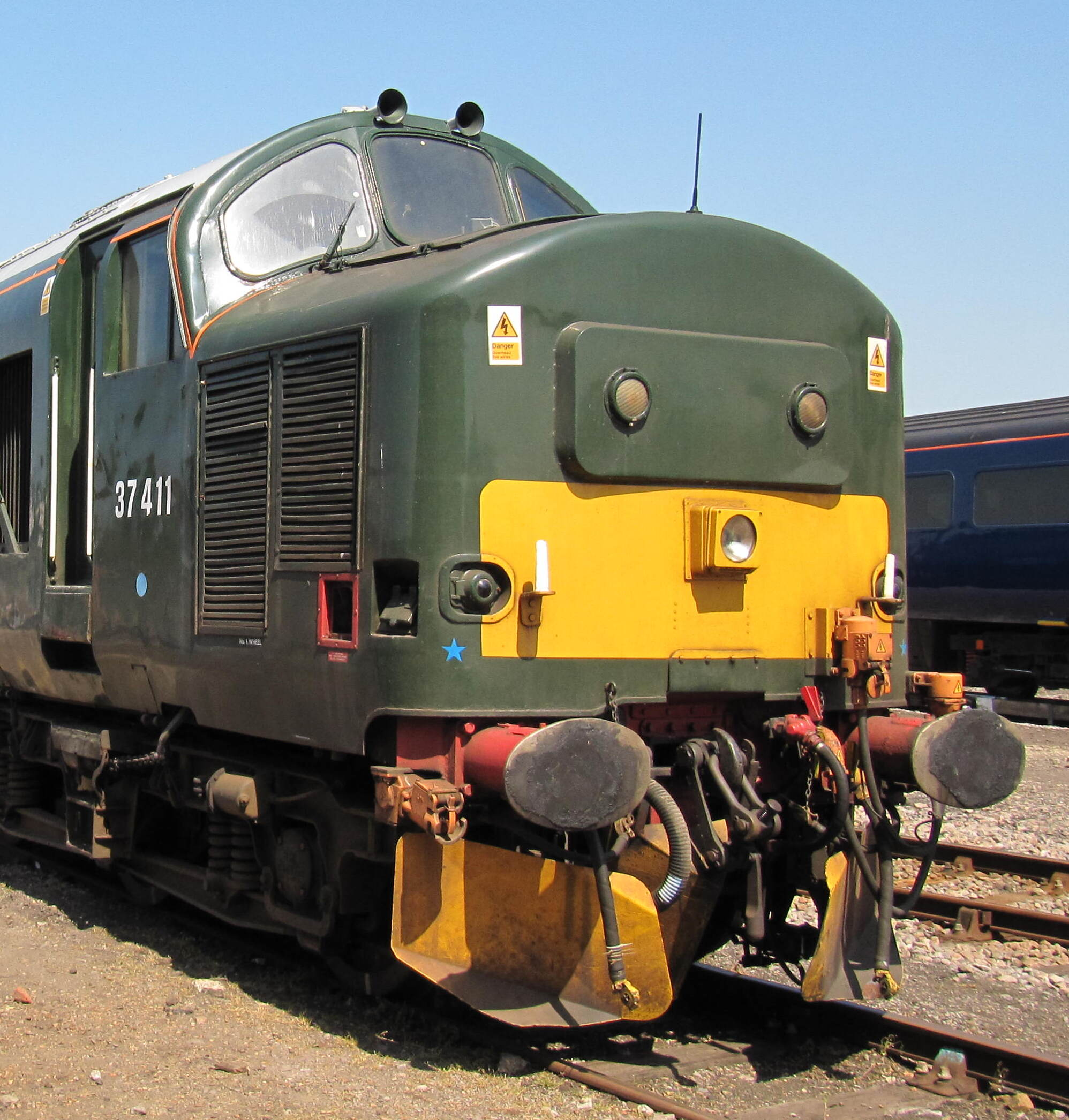
Ausführung mit abgedeckter vierstelliger Rollbandanzeige
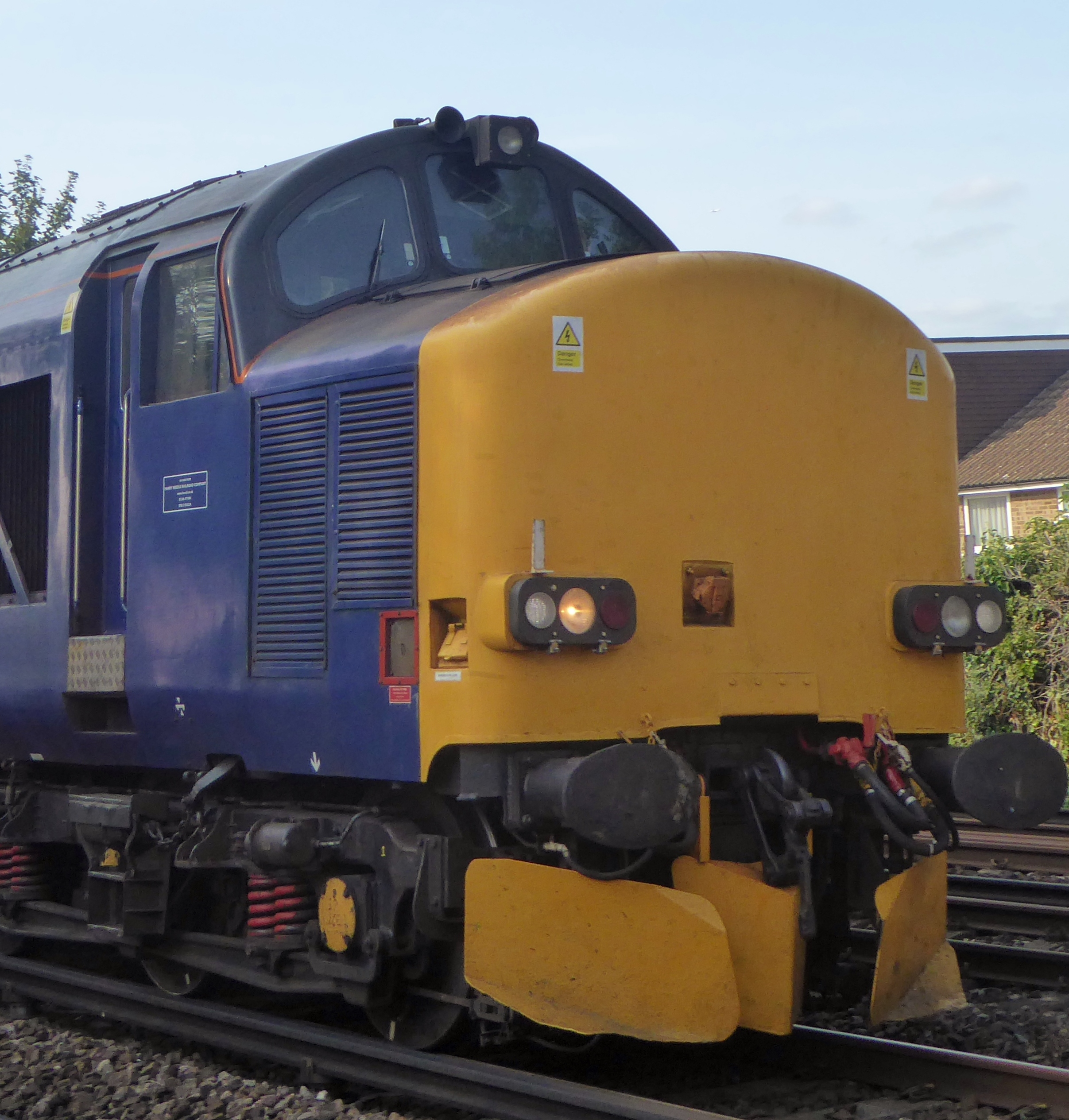
Ausführung mit glatter Stirnwand und modernen Leuchten

### Unterbauarten und Fahrzeugnummern
1985 begann ein umfassendes Modernisierungsprogramm für die Lokomotiven der Klasse 37, bei dem insgesamt 135 Lokomotiven modernisiert wurden, während 173 Lokomotiven nicht aufgearbeitet wurden. Zu den wesentlichen Merkmalen der Modernisierung gehörte das Verschließen der Übergangstüren an der Stirnfront sowie das Abdecken der Headcode-Boxen. Auch außerhalb der Unterklasse 37/3 erhielt ein Teil der Lokomotiven CP7-Drehgestelle von ausgemusterten Deltic-Lokomotiven (Klasse 55), die einen gegossenen Rahmen hatten. Bei diesen Drehgestellen wurde die Übersetzung zugunsten einer höheren Zugkraft geändert, wodurch die Höchstgeschwindigkeit von 145 km/h auf 130 km/h herabgesetzt wurde.
37/0
37 003…37 308: nicht modernisierte Lokomotiven
37/3
37 310–37 326: nicht modernisierte Lokomotiven, reserviert für den Güterverkehr des Ravenscraig-Stahlwerks in Motherwell, Schottland
37 330–37 345: nicht modernisierten Lokomotiven, die CP7-Drehgestelle von den 37/5-Lokomotiven erhalten sollten, die zur Klasse 37/6 umgebaut wurden. Allerdings haben nicht alle Lokomotiven die CP7-Drehgestelle erhalten, einige nicht einmal die neue Nummer.
37 350–37 384: nicht modernisierte Lokomotiven mit CP7-Drehgestellen
37/4

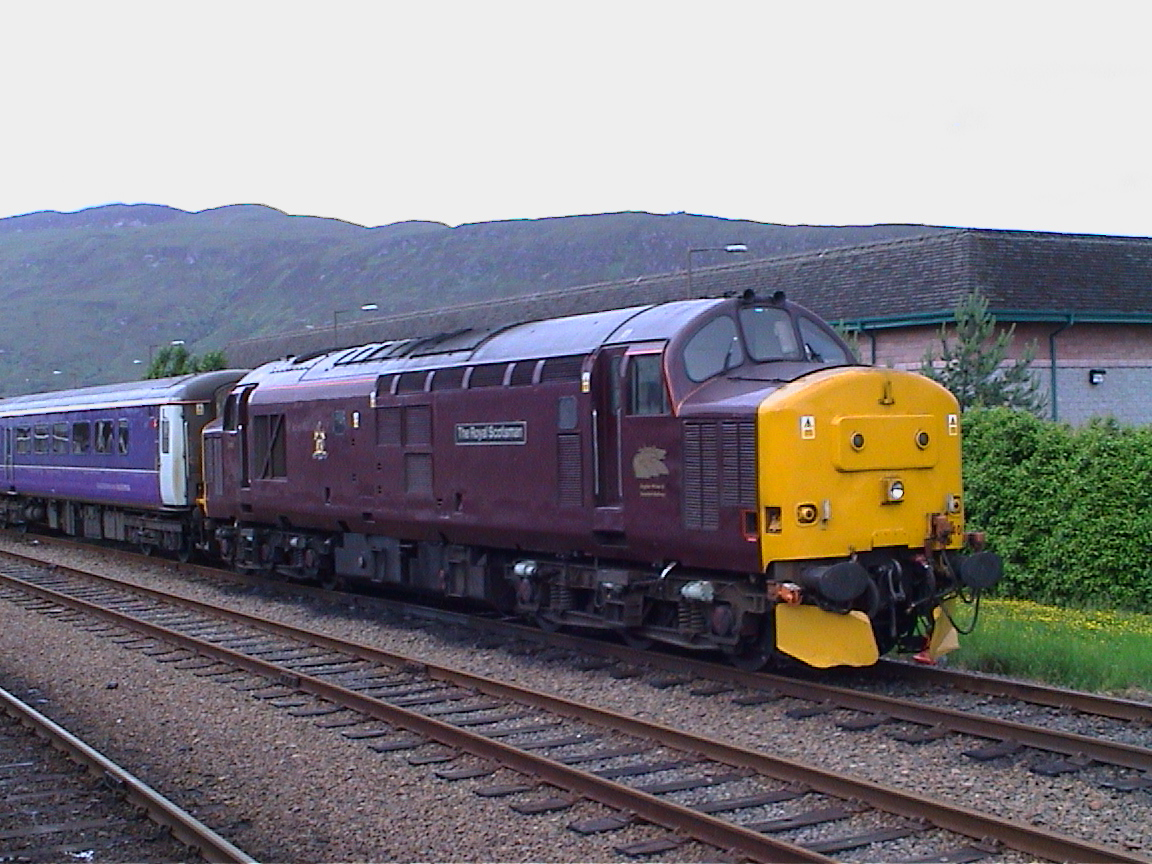
37 401 mit elektrischer Zugheizung vor einem Reisezug

37 401–37 431: umgebaute Lokomotiven mit elektrische Zugheizung für den Einsatz vor Personenzügen, Brush-Wechselstromgenerator BA606A
37/5
37 501–37 521: umgebaute Lokomotiven für Güterzüge aus der Variante mit Stirnwandtüren, neue flache Stirnwände, Brush-Wechselstromgenerator BA606A
37 667–37 698: umgebaute Lokomotiven für Güterzüge aus der Variante ohne Stirnwandtüren, abgedeckte Headcode-Box, Brush-Wechselstromgenerator BA606A
37/6
37 601–37 612: umgebaute Lokomotiven für den Einsatz vor den Nightstar-Züge, der nie stattfand, Mitte der 1990er Jahre aus Lokomotiven der Klasse 37/5 umgebaut
37/7
37 701–37 719: umgebaute Lokomotiven für Güterzüge aus der Variante mit Stirnwandtüren, neue flache Stirnwände, Brush-Wechselstromgenerator BA606A, 10 t Ballast
37 796–37 799: umgebaute Lokomotiven für Güterzüge aus der Variante mit Stirnwandtüren, neue flache Stirnwände, GEC-Wechselstromgenerator Typ G564AZ, 10 t Ballast
37 801–37 803: umgebaute Lokomotiven für Güterzüge aus der Variante ohne Stirnwandtüren, abgedeckte Headcode-Box, GEC-Wechselstromgenerator Typ G564AZ, 10 t Ballast
37 883–37 899: umgebaute Lokomotiven für Güterzüge aus der Variante ohne Stirnwandtüren, abgedeckte Headcode-Box, Brush-Wechselstromgenerator BA606A, 10 t Ballast
37/9
37 901–37 904: umgebaute Lokomotiven für Güterzüge, Brush-Wechselstromgenerator BA606A, Dieselmotor Mirrlees MB275Tt
37 905–37 906: umgebaute Lokomotiven für Güterzüge, Brush-Wechselstromgenerator BA606A, Dieselmotor Ruston RK270Tt
97/3
97 301–97 304: mit ERTMS ausgerüstete Lokomotiven für den Einsatz auf der Cambrian Line

## Lackierungen

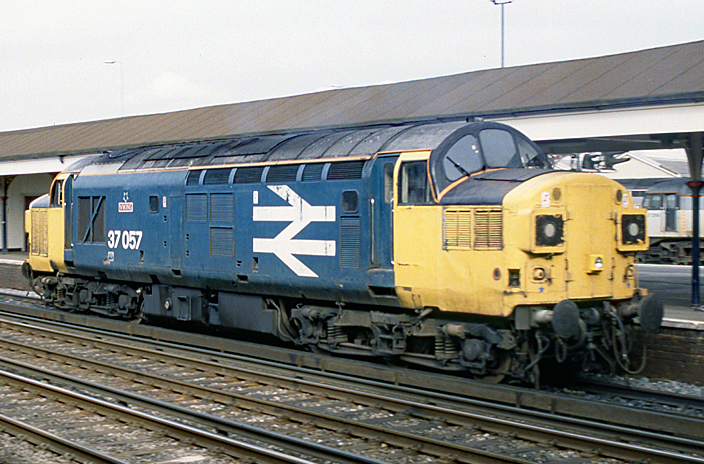
37 057 Viking in der Large-Logo-Lackierung

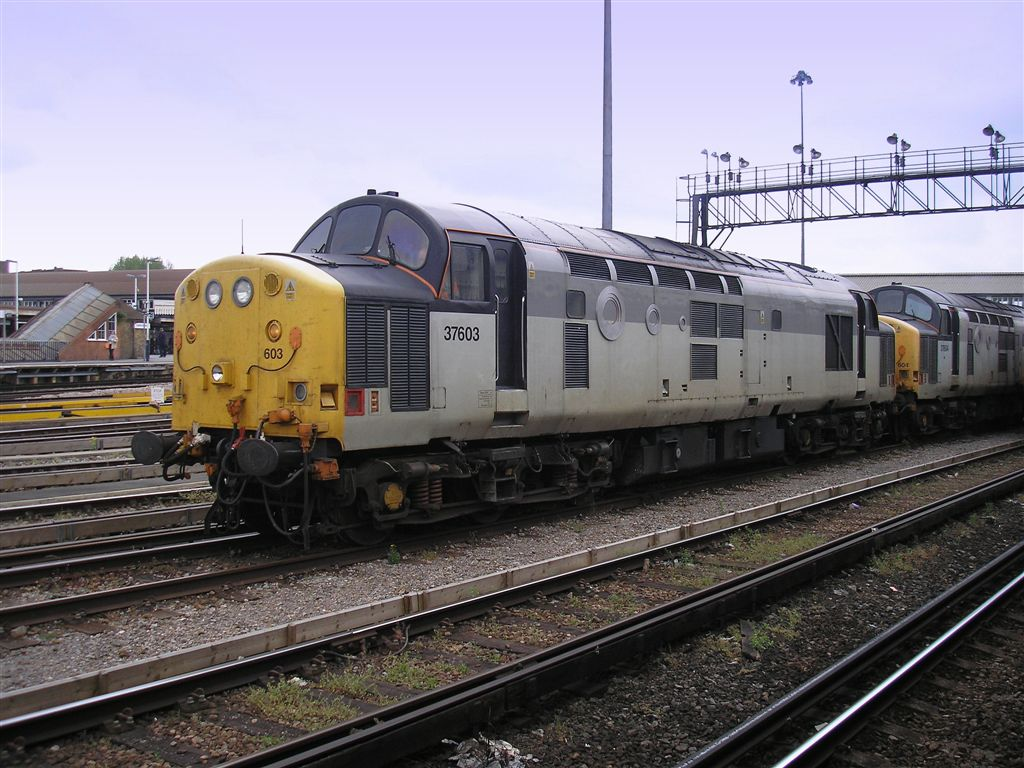
36 603 in Railfreight-Lackierung und dem Rolling-Balls-Logo von Mainline Freight auf der Seitenwand.

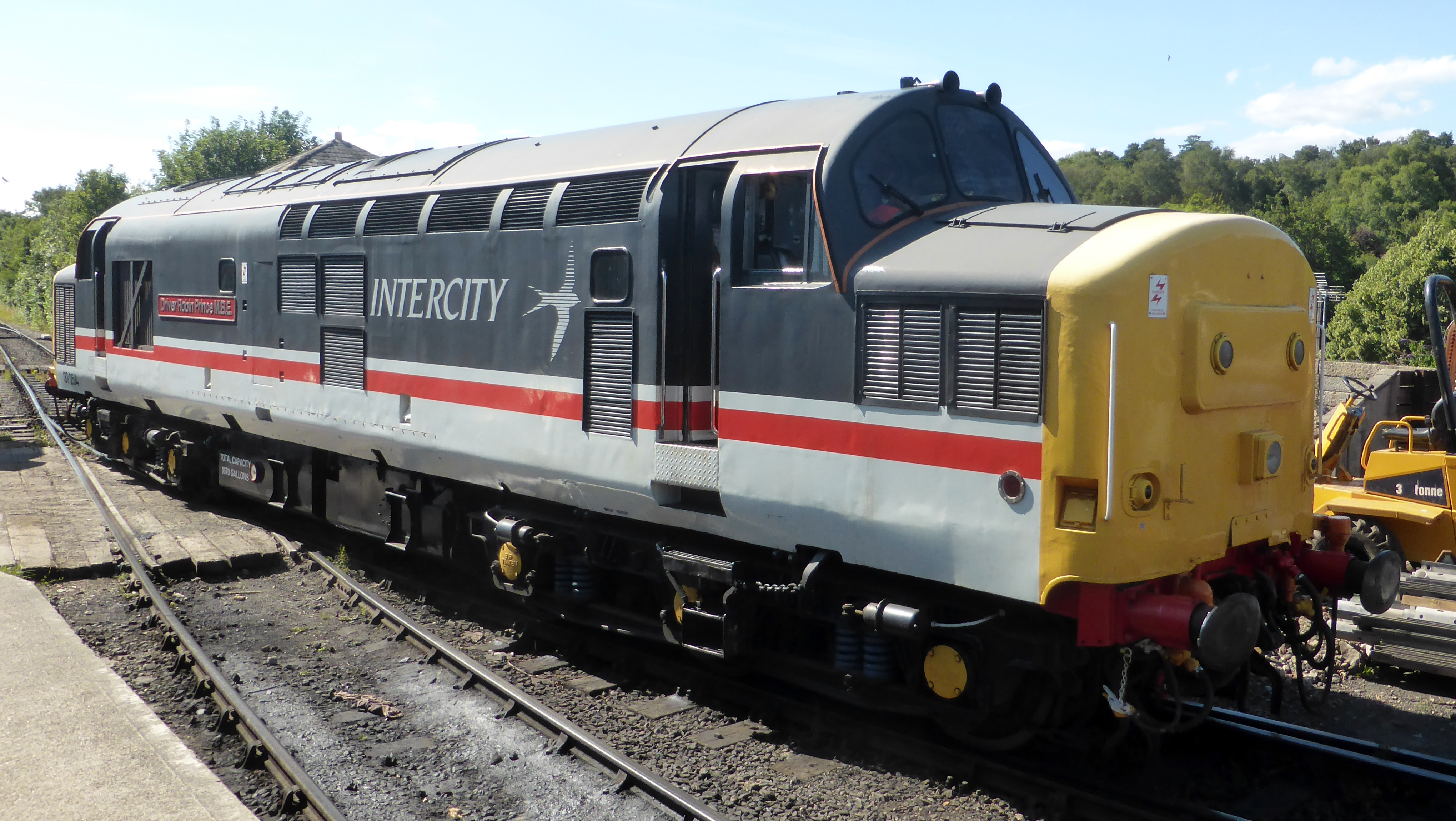
37 254 im Dutch-Livery

### British Railways
Die D6700, die erste gelieferte Lokomotive, hatte einen grünen Anstrich. Ab der Lokomotive D6730 verfügten die Lokomotiven zusätzlich an der Stirnseite über ein gelbes Feld als Warnanstrich. In den 1970er Jahren erhielten die Lokomotiven die standardmäßige Lackierung in Rail Blue mit gelben Stirnwänden. Ende der 1970er Jahre folgte die Large-Logo-Lackierung, bei der das Gelb der Stirnwände auf den Seitenwänden bis hinter die Führerstandsfenster fortgesetzt wurde. Zudem prangte auf der Seitenwand das große Doppelpfeillogo der British Rail zusammen mit der Loknummer in großer Schrift.
Mit der Aufteilung von British Rail in verschiedene Betriebsbereiche erhielten die Lokomotiven je nach Zuteilung unterschiedliche Lackierungen. Zusätzlich wurden die Logos der verschiedenen Bereiche wie Railfreight Coal oder Mainline Freight angebracht. Lokomotiven für Güterzüge erhielten ab 1987 die Triple-Grey- oder Railfreight-Lackierung, die aus drei Grautönen bestand. Die Lokomotiven von Mainline Fright erhielten zusätzlich noch das Rolling-Balls-Logo auf den Seitenwänden, das aus drei verschieden großen, chromfarbenen Ringen bestand.
Lokomotiven, die hauptsächlich im Baudienst und in anderen internen Diensten eingesetzt wurden, erhielten das sogenannte Dutch-Livery ‚Niederland-Lackierung‘, eine Lackierung, die derjenigen der Niederländischen Staatsbahn sehr ähnlich war. Sie bestand aus einem hellen und einem dunklen Grau für die Seitenwände sowie gelben Stirnwänden. Zusätzlich verlief im Hellgrau ein rotes Band.

### Private Gesellschaften
Mit der Privatisierung entstanden viele neue Farbgebungen, da die neuen Gesellschaften zumeist ihre eigene Corporate Identity etablieren wollten. Die Lokomotiven der English, Welsh and Scottish Railway (EWS) hatten eine weinrot-goldene Lackierung, die später durch die rote Lackierung von DB Schenker UK abgelöst wurde. In beiden Lackierungen blieben die Stirnwände gelb.
Direct Rail Services (DRS) verwendete eine Lackierung, die eng an die blaue Lackierung von British Rail angelehnt war, jedoch unterschiedliche Farbtöne aufwies. Die von Network Rail eingesetzten Lokomotiven der Klasse 97/3 sind vollständig gelb. Im Ausland erhielten die in Spanien von GIF eingesetzten Lokomotiven eine Lackierung in zwei verschiedenen Blautönen.